# 妖異金瓶梅
『妖異金瓶梅』（よういきんぺいばい）は、山田風太郎の連作時代・伝奇推理小説。中国の「四大奇書」のうちの『金瓶梅』に題材をとりながら、オリジナルの物語で進む推理小説である。

## 主な登場人物
西門慶（せいもん けい、さいもん けい）
清河県の生薬を商う裕福な商人。大勢の夫人や美童、取り巻きの幇間らを屋敷に同居させている。
応伯爵（おう はくしゃく）
西門慶の友人で義兄弟の誓いを結んだ仲。放蕩のすえに破産して、西門慶の屋敷に居候している遊び人。本作の探偵役。
潘金蓮（はん きんれん）
西門慶の第五夫人で「金瓶梅」の「金」に相当。
李瓶児（り へいじ）
西門慶の第六夫人で「金瓶梅」の「瓶」に相当。
龐春梅（ほう しゅんばい）
潘金蓮付の女中（小間使い）。「金瓶梅」の「梅」に相当。西門慶と妾の関係にある。
呉月娘（ご げつじょう）
西門慶の正夫人。元・第二夫人だったが、正妻が死んで第一夫人になった継室。一家の取りまとめ役。
陳恵英（ちん けいしゅう）
西門慶の亡き正妻。作中では娘と婿を遺してすでに死去。
李嬌児（り きょうじ）
西門慶の第二夫人。元は廓(遊郭)の歌い手。
孟玉楼（もう ぎょくろう）
西門慶の第三夫人。呉服屋の未亡人だった。
孫雪娥（そん せつが）
西門慶の第四夫人。もとは龐春梅のような女中あがり。夢遊病の気がある。
宋恵蓮（そう けいれん）
西門慶の第七夫人。小さな足を誇る。原作では来旺の元妻だが、本作では言及されていない。
鳳素秋（ほう そしゅう）
西門慶の第八夫人。夫人になってから日が浅い。原作には出てこない。
来旺児（らい おうじ）
西門慶の屋敷の門番。
画童（がどう）
西門慶が寵愛する美少年。17歳。
琴童（きんどう）
西門慶が寵愛する美少年。18歳。
可九（か きゅう）
検屍役人。警官のような仕事もする。
蘇竜眠（そ りゅうみん）
画家。西門慶の招待客。

## 内容
中国は宋の時代。清河県の生薬商・西門慶は、妻と7人の妾を同居させていた。その西門家で怪事件が連発し、西門慶の友人・応伯爵が事件の謎を解き明かそうとする。

## 収録作品
- 「赤い靴」（初出：『講談倶楽部』1953年8月増刊号）
- 「美女と美童」（初出：『面白倶楽部』1954年4月号）
- 「閻魔天女」（初出：『小説倶楽部』1954年8月号）
- 「西門家の謝肉祭」（初出：『小説公園』1954年12月号）
- 「変化牡丹」（初出：『キング』1954年6月増刊号）
- 「銭鬼」（初出：『宝石』1954年4月号 - 6月号）
- 「麝香姫」（初出：『キング』1954年10月増刊号）
- 「漆絵の美女」 （初出：『キング』1954年9月号）

## 書誌情報
『妖異金瓶梅』は1954年12月に講談社から単行本で出版。その後、講談社の新書判ロマン・ブックス（1955年12月）、東都書房の「山田風太郎の妖異小説」（1964年9月）などで出版され、桃源社の『妖異金瓶梅（全）』（1967年10月）以後の刊本からは『秘抄金瓶梅』との合本となる。
- 『妖異金瓶梅』角川書店〈角川文庫〉、1981年6月、ISBN 978-4-04-135628-9
- 『妖異金瓶梅』廣済堂出版〈廣済堂文庫・山田風太郎傑作大全〉、1996年5月、ISBN 978-4-331-60521-9
- 『妖異金瓶梅』扶桑社〈扶桑社文庫・昭和ミステリ秘宝〉、2001年10月、ISBN 978-4-594-03264-7
- 『妖異金瓶梅』角川書店〈角川文庫・山田風太郎ベストコレクション〉、2012年6月、ISBN 978-4-04-100343-5